# Ferdinand von Geramb

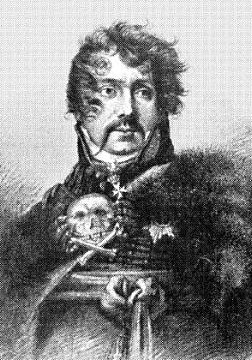
Ferdinand von Geramb als Freikorpsführer

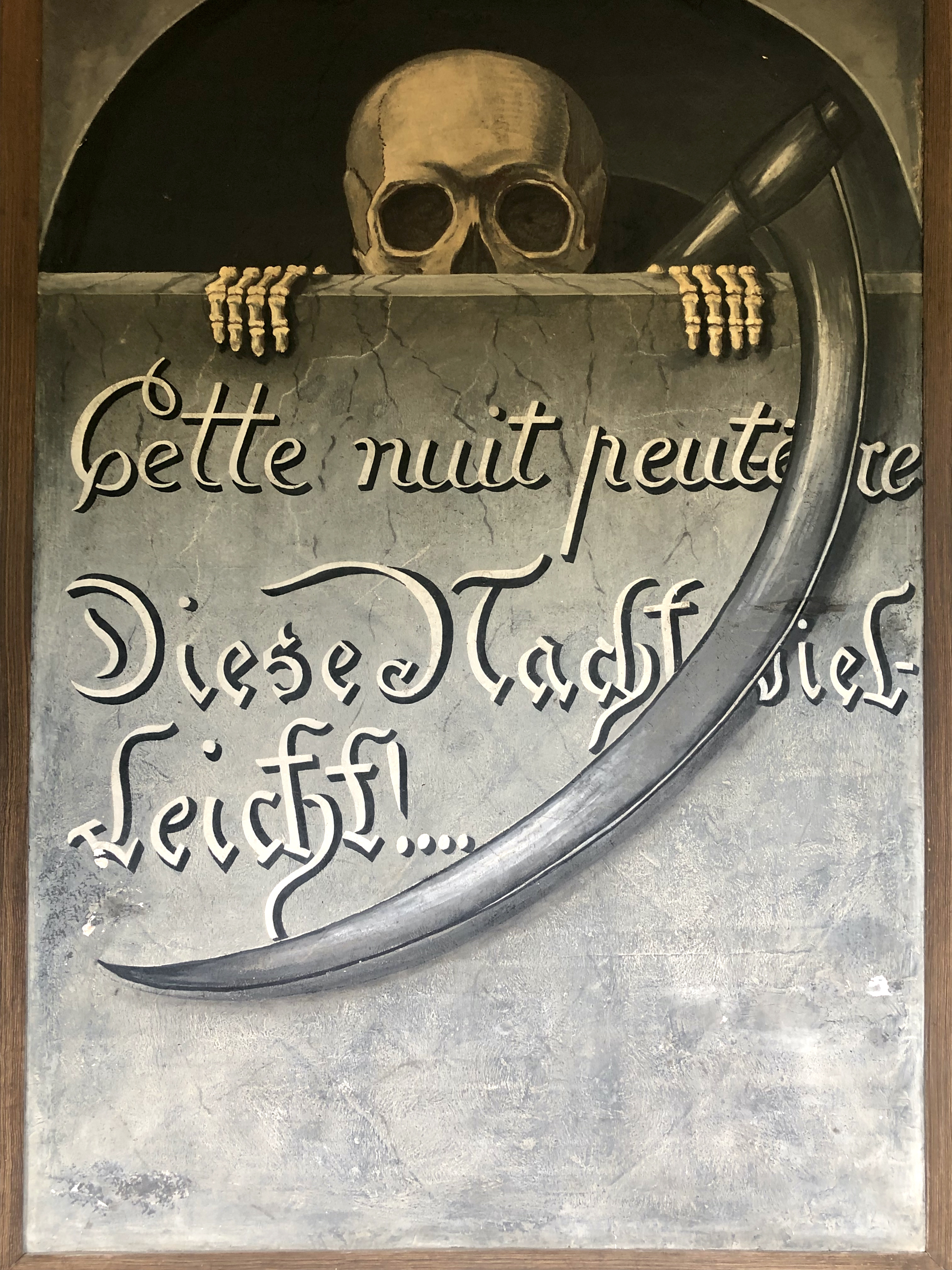
Das 1830 von Geramb geschaffene Wandgemälde in der Abtei Oelenberg

Ferdinand von Geramb; Ordensname Maria Joseph von Geramb OCR (* 17. April 1772 in Lyon, Frankreich; † 15. März 1848 in Rom) war österreichischer Kammerherr in Wien, Kommandeur eines Freikorps gegen Napoleon I., Oberst des k.k. Heeres, Staatsgefangener in Frankreich, schließlich Trappistenmönch, Generalprokurator des Trappistenordens und religiöser Schriftsteller.

## Familie und Herkunft
Die Eltern Ferdinand von Gerambs lebten im slowakischen Schemnitz, jetzt Banská Štiavnica, das zu jener Zeit dem ungarischen Reichsteil der Habsburgermonarchie angehörte. Der Vater Franz Xaver von Geramb war 1770 in den erblichen Reichsritterstand erhoben worden; bei Ferdinands Geburt hielten sich die Eheleute gerade im französischen Lyon auf, wo sich ihre Verwandten in der Seidenindustrie betätigten.
Der Junge wuchs in Wien auf und avancierte zum Kammerherrn des Kaisers. Zur Annahme der erblichen österreichischen Kaiserwürde durch Franz II. verfasste Geramb das historisch-allegorische Gedicht „Habsburg“, das er dem Monarchen am 8. Dezember 1804 als Prachtdruck mit 21 Illustrationen des Künstlers Veit Hanns Schnorr von Carolsfeld persönlich überreichte und das weit verbreitet wurde.
1805 sammelte Geramb zusammen mit dem bekannten Humanisten Graf Friedrich von Berchtold 65.000 Gulden an Spenden, für die von einer Hungersnot bedrohten Bewohner des Riesengebirges.

## Militär

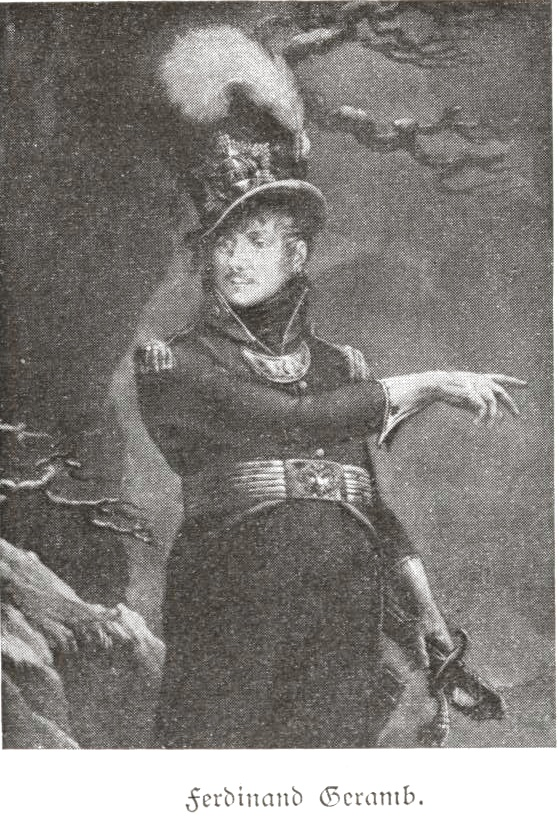
Ferdinand von Geramb als Freikorpsführer, 1805

Im gleichen Jahr stellte Ferdinand von Geramb in Wien ein Freikorps gegen Kaiser Napoleon I. auf und publizierte eine scharfe Proklamation gegen ihn mit dem Titel: Der Feind Europens hat Deutschland mit seinen Heeren überschwemmt, und bedroht unsers Vaterlandes Gränzen. Darin schreibt er u. a.:

„Jeder sey bereit, zu helfen und sich selbst um des Ganzen willen zu vergessen. Von diesem Geiste beseelt fordere ich Sie hiermit auf, mich bey einem Unternehmen zu unterstützen, zur Vertheidigung des theuern Vaterlandes beyzutragen wozu ich entschlossen bin. Der landesfürstliche Herr Hofcommissär hat mir die Erlaubniß ertheilt, ein Freicorps zu errichten, und es gegen den Feind zu führen, und Se. Majestät hatten die allerhöchste Gnade, es nicht nur zu bestätigen, sondern auch demselben den Ehrennahmen: Freycorps der österreichischen Kaiserinn zu bewilligen. Um der Gefahr entgegen zu gehen, entreiße ich mich den Armen einer geliebten Gattin und sechs unmündigen Kindern. Meine edlen Mitbürger fordere ich zu Geldbeyträgen zur Beförderung dieses Unternehmens auf.“

Es existiert ein Erinnerungskreuz des Freikorps von Geramb, das bei Austerlitz als Freikorps Kaiserin Maria Teresa bekannt ist. Ein Foto dessen Fahne liegt im Bildarchiv, Wien.
1809 kommandierte Geramb als Oberst ein österreichisches Regiment, das er auch in der Schlacht bei Wagram führte. 1810 schiffte er sich nach Cádiz ein, um in Spanien freiwillig gegen die Franzosen zu kämpfen. Er befehligte hier eine Guerillatruppe. Um für König Ferdinand VII. neuerlich ein antifranzösisches Freikorps aufzustellen, begab sich Geramb nach England zu seinem Bekannten Lord Francis Rawdon-Hastings, der ihm sehr gewogen war. Auch hier erließ er wieder Aufrufe gegen Napoleon. Die Anwerbung der Freiwilligen scheiterte jedoch, der Österreicher geriet in Schulden und verließ Großbritannien.
Von dort per Schiff im damals dänischen Husum landend, wurde Geramb 1812 von den Franzosen gefangen und im Schloss Vincennes als politischer Staatsgefangener inhaftiert. Hier und im Pariser Gefängnis „La Force“ entwickelte sich eine Freundschaft zu seinem Mitgefangenen Étienne Antoine Boulogne, dem Bischof von Troyes.

## Trappistenmönch

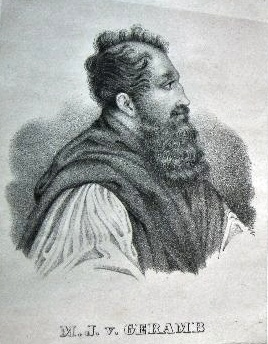
Ferdinand von Geramb als Trappist

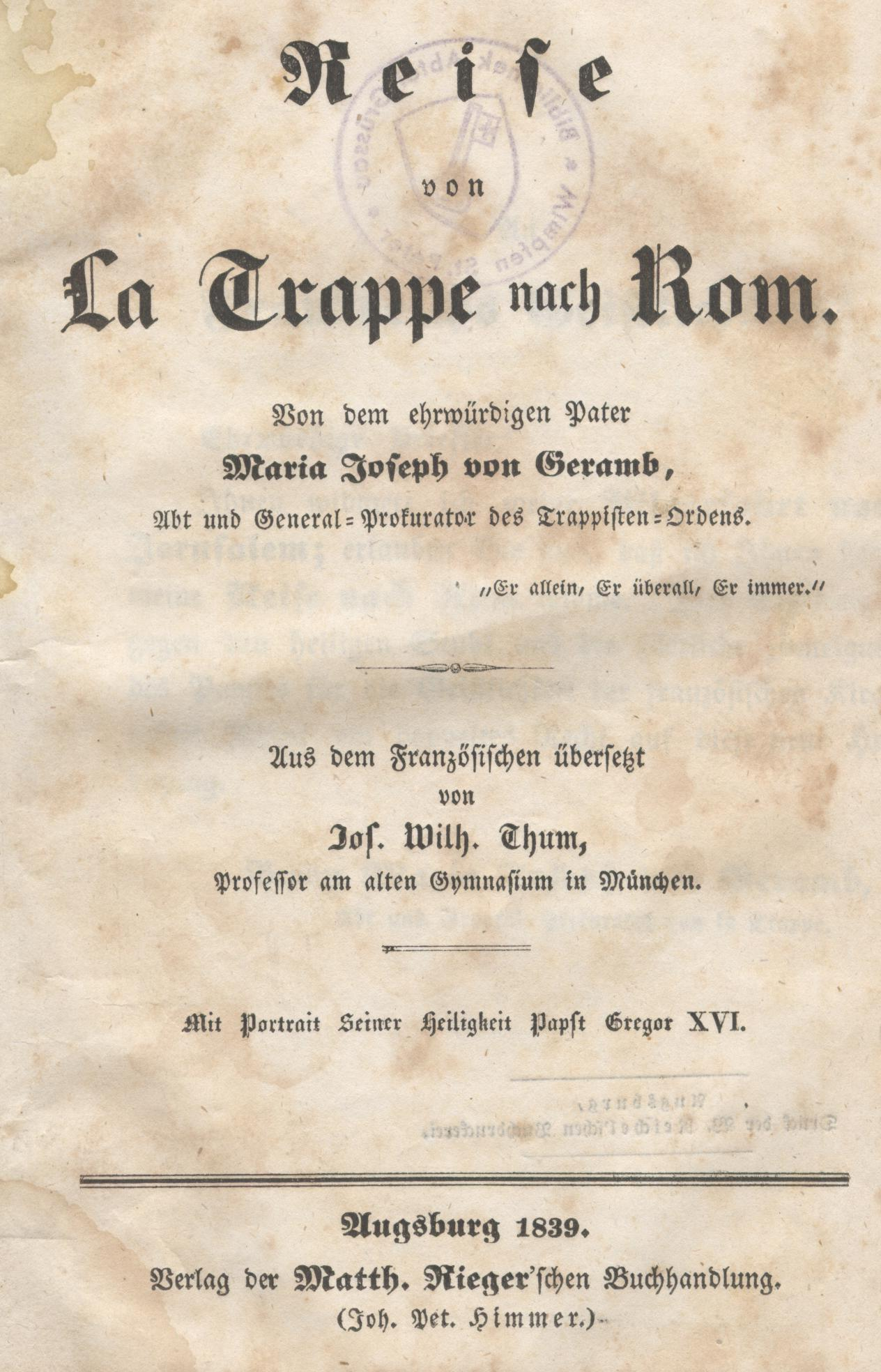
Ferdinand von Geramb, Buchtitelblatt Reise von La Trappe nach Rom

Unter dem Einfluss von Bischof Boulogne brach Ferdinand von Geramb mit seinem bisherigen Leben, gab das Soldatentum auf und trat 1815, nach seiner Befreiung durch die Alliierten, in den strengen Bußorden der Trappisten ein. Der Offizier hatte 1796 seine Verwandte Theresia von Adda geheiratet, war seit 1808 Witwer und hatte 5 lebende Kinder. Diese vertraute er beim Klostereintritt seinem Bruder, dem General Leopold von Geramb, an und bat auch den Zaren von Russland, sowie den Kaiser von Österreich, die er beide persönlich kannte, um ihre besondere Mitsorge.
Zunächst lebte der Mönch im Konvent Port-du-Salut bei Entrammes, wo er am 13. April 1817 seine Gelübde ablegte und den Ordensnamen Frater Maria Joseph annahm, von 1827 an zu Oelenberg im Elsass. Wenngleich nur Bruder und kein Priester, war Geramb wegen seines militärischen Werdeganges sehr bekannt, und man verwandte ihn gerne zu besonderen Missionen der Kommunität. 1823 durchwanderte er Frankreich, um Spenden für den Orden zu sammeln, ab 1830 hielt er sich wegen der politischen Lage mit seinen Mitbrüdern längere Zeit im Kloster St. Urban in der Schweiz auf, wo er sich mit Abt Friedrich Pfluger (1772–1848) befreundete. 1831 unternahm Frater Geramb eine Wallfahrt ins Hl. Land, worüber er eine Reisebeschreibung veröffentlichte. 1837 reiste er nach Rom und man erwählte ihn zum Titularabt bzw. Generalprokurator der Trappisten, in welcher Stellung er sich von nun an überwiegend in der Hauptstadt des Katholizismus aufhielt. Papst Gregor XVI. wurde auf ihn aufmerksam und zog ihn in seine engere Umgebung. In dem Buch Reise von La Trappe nach Rom schilderte der Mönch seine römische Zeit und zeichnet aus eigener Anschauung ein lebendiges Bild des Papstes. Er verfasste zudem zahlreiche spirituelle Werke.
In seinen römischen Erinnerungen beschrieb Kardinal Nicholas Wiseman 1858 Ferdinand von Geramb als „einen Mann von erklecklichem Umfange, in das weiße Gewand der Zisterzienser gekleidet“ und fährt fort:

„Wenn der Leser diesen Mönch genauer besieht, wird er trotz seiner ernsten Miene edele Gesichtszüge und bei der Einfachheit seiner Kleidung eine graciöse Haltung an ihm bemerken, welche den fein gebildeten Edelmann verräth, ja er wird noch Spuren des launigen, gutmütigen und ritterlichen Hofmannes an ihm entdecken. In seinem Auge sieht man noch einen Schimmer des vormals sprühenden Witzes, den er jetzt unterdrückt oder zu harmlosem Scherz gemäßigt hat. Als ich ihn einmal in seinem Kloster besuchte, zeigte er mir einen Brief von kaiserlicher Hand, den er eben erhalten hatte und worin ihm über die Tapferkeit und über die Verwundung seines Sohnes, der gegen die Tscherkessen focht, berichtet wurde; sowie mehrere andere königliche Schreiben, die in dem Tone geschrieben waren, wie ein Freund an den anderen schreibt. Dabei ist er aber durch und durch ein Mönch von dem strengsten Orden den die Kirche kennt; er wohnt in einer ganz einfachen Zelle, schläft auf einem Strohsack, beschäftigt sich mit Schreiben, Studieren und Betrachten, ist andächtig im Gebete und erbaulich in der Unterhaltung.“

Noch kurz vor seinem Tode sammelte Freiherr von Geramb große Summen für die nach dem schweizerischen Sonderbundskrieg von 1847 notleidenden Katholiken. Er verstarb 1848 in Rom und „bewahrte bis in sein hohes Alter eine eigentümliche Lebensfrische und romantische Ritterlichkeit“, wie es sein Nachruf im Neuen Nekrolog für Deutschland, 1849, Band 1, festhält. Dort heißt es auch, dass die vielen religiösen Schriften Gerambs sich durch „Innigkeit, Gluth der Empfindung, Kenntnis des menschlichen Herzens und herrliche Sprache“ auszeichnen.
In Wien-Donaustadt (22. Bezirk) wurde 1909 die Gerambgasse nach Ferdinand von Geramb benannt.

## Familie
Geramb heiratete 1796 in Preßburg Theresa von Adda († 2. August 1807 in Palermo). Das Paar hatte mehrere Kinder, darunter:
- Eduard (* 11. März 1797), fiel als russischer Oberstleutnant in den 1830ern im Kaukasus
- Gustav (* in Wien), fiel als österreichischer Oberstleutnant am 13. Januar 1849 bei Nyarasd

## Porträts
- G. Lenotre: Romances of the French Revolution. 2008 (englisch); Porträt als Freikorpsführer (bis zur nächsten Seite hinunterscrollen). books.google.de
- G. Lenotre: Romances of the French Revolution. 2008 (englisch); Porträt als Trappistenmönch (bis zur nächsten Seite hinunterscrollen).books.google.de

## Verwandte
Ferdinand von Gerambs Bruder Leopold von Geramb (1775–1845) war ein österreichischer General der Kavallerie und Ritter des Militär-Maria-Theresia-Ordens.
Auch der steirische Volkskundler Viktor von Geramb (1884–1958) gehörte zur Verwandtschaft und versäumte es nie, das Grab Ferdinand von Gerambs zu besuchen, wenn er sich in Rom aufhielt.